# Vibratore sismico
Il vibratore sismico è un camion speciale utilizzato per eseguire circa la metà di tutte le indagini sismiche a terra. Questo mezzo meccanico manda attraverso il terreno delle vibrazioni a bassa frequenza tramite una piastra posta nella parte inferiore del camion e, in base all'intensità delle onde che riceve ed il tempo che queste impiegano a tornare, si può determinare a che livello è presente uno strato di roccia sedimentaria e che tipo di terreno si sta trattando. Una volta ispezionata una determinata area, si arriva ad avere una dettagliata mappa con le caratteristiche fisiche di essa. 
In genere, le mappe ottenute con questo processo vengono vendute alle compagnie petrolifere, nell'ovvio caso in cui nell'area ispezionata sia presente del petrolio. 
Questo tipo di mezzo meccanico viene citato nel libro di Ken Follett Il martello dell'Eden nel quale rappresenta una delle componenti fondamentali per lo sviluppo delle vicende. In questo infatti, si ipotizza che un vibratore sismico sia capace di riprodurre un terremoto, anche disastroso, se fatto azionare in determinati punti di una faglia tra due masse rocciose in uno stato di precaria quiete.